# Classico (sottozona vinicola)
Classico era una delle sotto-zone di produzione del vino Chianti. Dal 1996 il Chianti Classico (e le sue versioni) è una denominazione autonoma, essendo staccatasi dalla DOCG Chianti.

## Storia

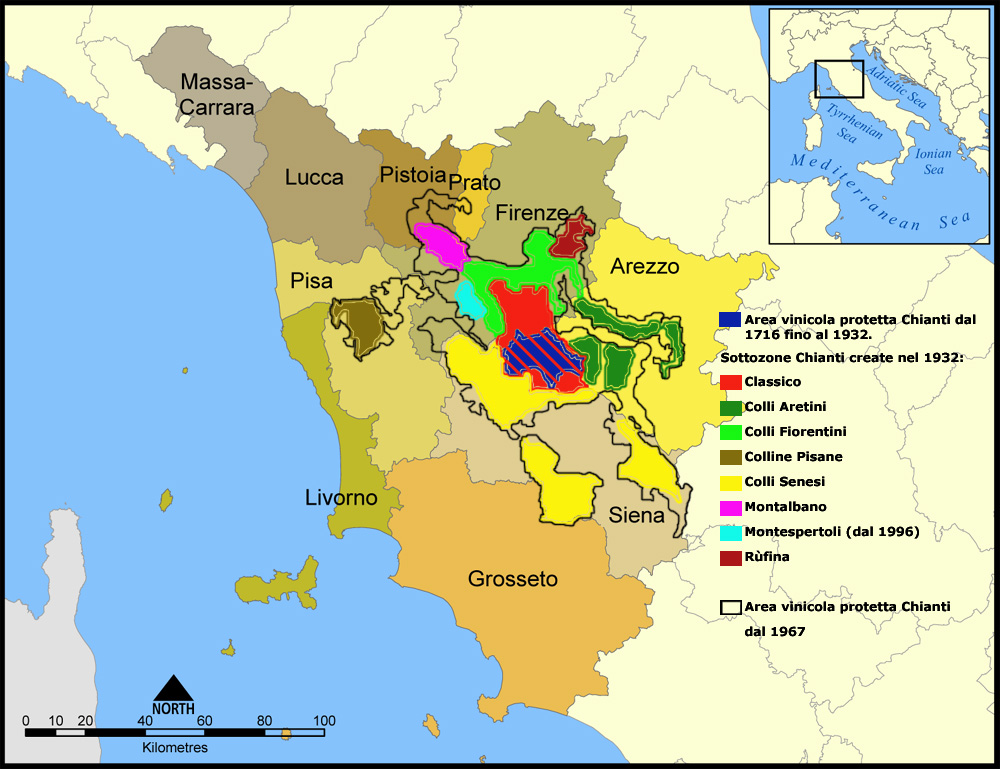
Evoluzione della zona di produzione dei vini Chianti (cliccare per ingrandire)

La sottozona Classico fu istituita con Decreto Ministeriale del 31 luglio 1932. Detto decreto stabilì che il vino Chianti potesse essere prodotto in sette sottozone. Un delle più grandi, situata tra le province di Firenze e di Siena fu chiamata Classico in virtù del fatto che comprendeva anche i territori di Gaiole, Radda e Castellina che erano quelli che nel 1716 il Granduca di Toscana Cosimo III de' Medici aveva definito come Chianti.
(1716, Cosimo III de' Medici Bando Sopra la Dichiarazione dé Confini delle quattro Regioni Chianti, Pomino, Carmignano, e Val d'Arno di Sopra)
(1833, Emanuele Repetti Dizionario Geografico Fisico Storico della Toscana)
Dal 1932 in poi la percezione comune dell'area geografica Chianti si è sempre più adattata ai confini della sottozona Classico. Attualmente anche comuni in Provincia di Firenze, ma inseriti sin dal 1932 nella sottozona Classico, hanno aggiunto al proprio toponimo la menzione in Chianti.

## Area geografica
L'area geografica della sottozona Classico fu delimitata la prima volta nel 1932. Si estendeva per circa 70 000 ha tra le province di Firenze e di Siena. Nel 2004 all'interno della sottozona erano coltivati a vigneto iscritto all'albo circa 7 000 ha di terreno, confermandosi la Classico come la sottozona più estesa di tutto il Chianti. Includeva interamente i comuni storici del Chianti e cioè Castellina in Chianti, Radda in Chianti e Gaiole in Chianti più tutto il territorio del comune di Greve in Chianti e parzialmente il territorio di Barberino Val d'Elsa, Castelnuovo Berardenga, Poggibonsi, San Casciano in Val di Pesa e Tavarnelle Val di Pesa.

## Produzione di Chianti nella sottozona Classico
Essendo la più vasta delle otto sottozone del Chianti, era anche la sottozona con la maggior produzione di vino.
| Produzione 2004                 | Produzione 2004 | Produzione 2004  | Produzione 2004 |
|                                 | Classico        | Tutto il Chianti | Quota classico  |
| ------------------------------- | --------------- | ---------------- | --------------- |
| Superficie di riferimento in ha | 6'940,02        | 25'333,67        | 27,40 %         |
| Produzione uva in q             | 397'355,91      | 1'840'230,95     | 21,59 %         |
| Produzione vino in hl           | 232'594,13      | 1'061'248,71     | 21,91 %         |

## Vini prodotti
- Chianti DOCG
- Vin Santo del Chianti Classico DOCG
- Colli dell'Etruria Centrale DOC
- Toscana IGT